# 阿達馬伽瑪函數

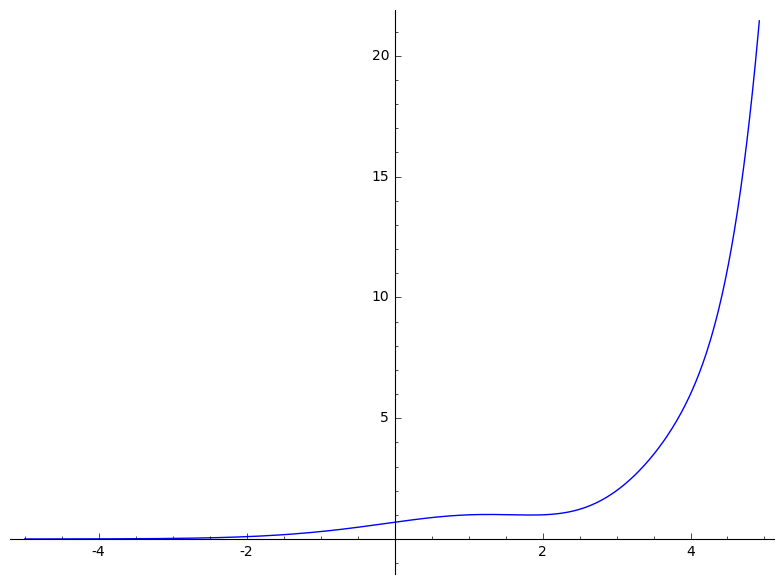
阿達馬伽瑪函數

在數學中，阿達馬伽瑪函數或阿達馬的伽瑪函數（Hadamard's gamma function）是除了伽瑪函數之外的另一種階乘的擴展定義方式，以雅克·阿达马命名。此函數可以視為將階乘的參數向左平移1，並且在階乘的非整數部分插值，但是有別於歐拉伽瑪函數將階乘擴展到實數和複數的定義。阿達馬的伽瑪函數的定義為：
{\displaystyle H(x)={\frac {1}{\Gamma (1-x)}}\,{\dfrac {d}{dx}}\left\{\ln \left({\frac {\Gamma ({\frac {1}{2}}-{\frac {x}{2}})}{\Gamma (1-{\frac {x}{2}})}}\right)\right\}}
其中，Γ(x)是一般的伽瑪函數。若n為正整數，則其函數與伽瑪函數和減一的階乘相等：
{\displaystyle H(n)=\Gamma (n)=(n-1)!\,}

## 性質
阿達馬伽瑪函數與一般伽瑪函數不同，阿達馬伽瑪函數沒有奇點，是一個完全連續的函數，並且滿足下面等式：
{\displaystyle H(x+1)=x\,H(x)+{\frac {1}{\Gamma (1-x)}}}
其中{\displaystyle {\tfrac {1}{\Gamma (1-x)}}\to 0}在{\displaystyle x}趨近正整數時趨近為0。
|                |              |
| 阿達馬伽瑪函數 | 一般伽瑪函數 |
| 的複變函數圖形 |              |

| |                                      |                                                |                                            |
| {\displaystyle \Gamma (x)-H(x)} | {\displaystyle \ln(\Gamma (x)-H(x))} | {\displaystyle \left\|\Gamma (x)-H(x)\right\|} | {\displaystyle {\frac {H(x)}{\Gamma (x)}}} |
| 阿達馬伽瑪函數與一般伽瑪函數的關係 由左至右分別為兩函數的差、兩函數之差的自然對數、兩函數之差的絕對值以及兩函數之比。 絕對值越小顏色越深，紅色是正實數、水藍色是負實數 可以看到在正整數的上兩函數相等。 |                                      |                                                |                                            |

## 其他表示法
阿達馬伽瑪函數可以用双伽玛函数表示：
{\displaystyle H(x)={\frac {\psi \left(1-{\frac {x}{2}}\right)-\psi \left({\frac {1}{2}}-{\frac {x}{2}}\right)}{2\,\Gamma (1-x)}}}
{\displaystyle H(x)=\Gamma (x)\left[1+{\frac {\sin(\pi x)}{2\pi }}\left\{\psi \left({\dfrac {x}{2}}\right)-\psi \left({\dfrac {x+1}{2}}\right)\right\}\right],}
其中，ψ(x)表示双伽玛函数。